# Joel Sabaté
Joel Sabaté Prats (Castellón, 4 de febrero de 1999) es un jugador de baloncesto español. Con 1.93 de estatura, su puesto natural en la cancha es el de base. Actualmente juega en el CB Benicarló de la Segunda FEB.

## Biografía
Joel es un base que llegó al TAU Castelló con 12 años para jugar en el infantil autonómico y desde entonces ha destacado en todas las categorías donde consiguió grandes resultados como jugar el Campeonato de España Cadete, o ascender a liga EBA con el senior B.
En la temporada 2015-16 debutó en LEB Oro cuando aún era cadete y durante las temporadas siguientes compaginaría los entrenamientos con el primer equipo con sus participaciones en el filial de Liga EBA.
En julio de 2020, firmaría como jugador de la primera plantilla del TAU Castelló de la Liga LEB Oro para disputar la temporada 2020-21.
El 26 de julio de 2023, firma por el CB Almansa de la Liga LEB Plata.
El 27 de julio de 2024, firma por el CB Benicarló de la Liga LEB Plata.